# Maxime Renson
Maxime Renson (Jodoigne, 25 juni 1987) is een Belgische voetballer die onder contract staat bij Stade Waremmien. 

## Statistieken
| seizoen | club                | land   | competitie             | wed | goals |
| ------- | ------------------- | ------ | ---------------------- | --- | ----- |
| 2006/07 | Sint-Truidense VV   | België | Eerste Klasse          | 0   | 0     |
| 2007/08 | SRU Verviers        | België | Derde Klasse           | 27  | 0     |
| 2008/09 | SRU Verviers        | België | Derde Klasse           | 23  | 0     |
| 2009/10 | AFC Tubize          | België | Tweede Klasse          | 8   | 1     |
| 2010/11 | KV Turnhout         | België | Tweede Klasse          | 27  | 0     |
| 2011/12 | FC Brussels         | België | Tweede klasse          | 23  | 0     |
| 2012/13 | KVK Tienen          | België | Derde Klasse B         |     |       |
| 2013/14 | KVK Tienen-Hageland | België | Vierde klasse C        |     |       |
| 2014/15 | KVK Tienen-Hageland | België | Derde klasse B         |     |       |
| 2015/16 | KVK Tienen-Hageland | België | Derde klasse B         |     |       |
| 2016/17 | KVK Tienen-Hageland | België | Tweede klasse Amateurs |     |       |
| 2017/18 | Stade Waremmien     | België | Tweede klasse Amateurs |     |       |
| 2018/19 | Stade Waremmien     | België | Tweede klasse Amateurs |     |       |
|         |                     |        | Totaal                 | 108 | 1     |

Laatst bijgewerkt 10-01-2019
Bron: sport.be - sporza.be